# Registrske tablice Madžarske
Registrske tablice Madžarske se v trenutni obliki izdajajo od 1. julija 2022.

## Zgodovina
Prve registrske tablice so prišle v uporabo leta 1910, še v času ogrske kraljevine. Sestavljene so bile iz okrajšave mesta registracije, ki ji je sledilo pet števk. Po Trianonski pogodbi, ki je močno zmanjšala ozemlje Madžarske, je bil nov sistem uveden šele leta 1933. Črke niso več označevale kraja registracije, namesto petih števk pa so ostale le tri. Sprednja tablica je bila majhna in pravokotna, zadnja pa kvadratna. Po drugi svetovni vojni so uvedli registrske oznako z eno, pozneje dvema črkama in štirimi števkami. Ker so v času trde komunistične vladavine Mátyása Rákosija bila v prometu skoraj samo državna vozila, ni bilo potrebe po več kombinacijah.
V času socialistične Madžarske – od leta 1958, ko je bilo omogočeno zasebno lastništvo avtomobilov brez državnega dovoljenja, do julija 1990 – je bila registrska oznaka sestavljena iz dveh črk in štirih števk, med seboj ločenih z dvema kratkima vezajema. Črki nista označevali mesta registracije, so pa bile nekatere kombinacije rezervirane za posebne kategorije vozil ali lastnikov. Sprednje registrske tablice so merile 300 × 90 mm in zadnje 370 × 110 mm. Tablice komercialnih vozil so bile črne z belo registrsko oznako. Tablice kmetijske mehanizacije in počasnih vozil so bile trikotne.
Leta 1990 je bilo v prometu že več kot dva milijona vozil, kar je zahtevalo uvedbo novega sistema s tremi črkami, vezajem in tremi števkami. Nove tablice so bile standardne evropske velikosti – 520 × 110 mm ali alternativno 280 × 200 mm – in na levi strani se je nahajala madžarska zastava z oznako države H. Z vstopom Madžarske v Evropsko unijo 1. maja 2004 je to oznako zamenjalo modro evropsko polje, razen pri nekaterih posebnih tablicah (na primer začasnih), ki so še naprej uporabljale stari način. Med letoma 1999 in 2016 je zadnja tablica nad in pod vezajem nosila dve nalepki: šestkotna je označevala obdobje veljavnosti tehničnega pregleda, okrogla pa veljavnosti pregleda emisij.
Tablice se niso smele začenjati ali končevati s črko O zaradi podobnosti s številko 0, prav tako se niso smele končevati s črko I. Serije tablic so se izdajale po abecednem redu, zato je iz oznake mogoče približno oceniti čas registracije.
Ker naj bi razpoložljivih kombinacij registrskih oznak zmanjkalo do leta 2025, je madžarska vlada junija 2021 sprejela odlok o novih registrskih tablicah. Nova različica tablic se je pričela izdajati s 1. julijem 2022. Namesto treh črk in treh števk nove registrske oznake sestavljajo dve dvočrkovni oznaki, ločeni z madžarskim grbom, in tri števke. Prvi črki morata biti dva samoglasnika ali dva soglasnika, ki ne smeta predstavljati dvočrkja (CS, GY, TY, LY, NY, SZ, ZS). Po zaslugi nove pisave je mogoča neomejena raba črk I, O in Q, oteženo pa je tudi samovoljno spreminjanje znakov. Ponarejanje preprečuje tudi koda QR, dodana v spodnji desni kot. Po novem sistemu je modro evropsko polje prisotno na vseh vrstah tablic.

## Posebne registrske tablice
| Vrsta | 2004–2022 | 2022– |
| --- | --------- | ----- |
| Za komercialna vozila obstajajo registrske tablice rumene barve. Tablice za taksije so se začenjale s črko E, za avtobuse in tovornjake pa s črko F. Ta vozila lahko uporabljajo tudi običajne registrske tablice, zato so tovornjaki in avtobusi z rumenimi tablicami danes dokaj redki. Z letom 2022 je oznake Exx za taksije zamenjala oznaka TX. |           |       |
| Leta 2015 so bile uvedene tablice zelene barve za električna vozila in priključne hibride. Vozila s takšnimi tablicami uživajo določene ugodnosti, kot je brezplačno parkiranje v Budimpešti in nekaterih drugih mestih. |           |       |
| Leta 2017 so bile uvedene sive ponovljene tablice za pritrditev na prtljažnike za kolesa. Ker je le nekaj mesecev zatem postalo zakonito premakniti zadnjo tablico avtomobila na prtljažnik, so tudi te tablice redke. |           |       |
| Tablice za vozila tujih državljanov vsebujejo črko C, črko in štiri števke. Od leta 2009 se ne izdajajo več, vendar so že izdane še veljavne. |           | /     |
| Tablice diplomatskih predstavništev vsebujejo oznako CD in dve trimestni številki, od katerih prva označuje državo oziroma predstavništvo. Pred letom 2017 so diplomatske tablice imele oznako DT in dvomestni številki. Oznaka CD je bila rezervirana za diplomate, ki so zapuščali državo. Obstajala je tudi oznaka CK za družinske člane in osebje predstavništev brez diplomatskega statusa. Oznaka HC, ki je pomenila vozilo častnega konzula, je bila ukinjena leta 2003.                                         |           |       |
| Pred letom 2022 so bile začasne registrske tablice sestavljene iz ene črke, petmestne številke in leta veljavnosti. Različica z modrim evropskim poljem ni obstajala. Črka E je pomenila običajne začasne tablice, črka V uvožena vozila v postopku carine, črka Z vozila, namenjena izvozu, črka P pa preizkusne tablice. Oznaka SP je pomenila vozila za motošport. Od leta 2022 imajo začasne, preizkusne, izvozne in športne tablice enotno oznako I. Leto izteka veljavnosti je označeno v barvnem polju na desni. |           |       |
| Tablice za vozila, ki se oddajajo v najem, so se začele s črko X, ki ji je sledila črka in štiri števke. Od julija 2004 se ne uporabljajo več. |           | /     |
| Tablice, ki so se do 2022 izdajale počasnim vozilom, so imele rdečo registrsko oznako, ki se je začenjala s črko Y. Od julija 2022 se takšnim vozilom izdajajo običajne tablice. |           | /     |
| Registrska oznaka za starodobnike se začenja z OT. |           |       |
| Vozila nekaterih državnih služb lahko uporabljajo posebne črkovne oznake: Pred 2022: Rx – policija, pravosodna policija, davčna in carinska uprava; Hx – oborožene sile; MA – reševalna vozila. Po 2022: RA – policija; HA – oborožene sile; MA – reševalna vozila; NA – davčna in carinska uprava; BA – pravosodna policija. |           |       |

Po prejšnjem sistemu so se registrske tablice priklopnikov začenjale s F (do 2004), X in W. Tablice motornih koles so se začenjale z U in mopedov s S.

### Tablice po naročilu
Pred uvedbo trenutnega sistema je bilo mogoče naročiti bodisi standardno registrsko tablico s črkami in števkami po lastni izbiri, bodisi edinstveno tablico s štirimi črkami in dvema števkama ali s petimi črkami in eno števko. Cene so se gibale okoli 300 evrov za prvo in okoli 1200 evrov za drugo možnost. Določene kombinacije črk so si prisvojile nekatere ustanove in organizacije: na primer, madžarska državna televizija je svoja vozila registrirala s črkami MTV.
Po sistemu od leta 2022 mora registrska oznaka po meri vsebovati najmanj tri in največ šest črk ter najmanj eno in največ štiri števke, oziroma skupno do sedem znakov.